# Michaelerberg
Michaelerberg è una frazione di 557 abitanti del comune austriaco di Michaelerberg-Pruggern, nel distretto di Liezen (subdistretto di Gröbming), in Stiria. Già comune autonomo, il 1º gennaio 2015 è stato fuso con l'altro comune soppresso di Pruggern per costituire il nuovo comune.